# 耬
耬，又稱耬車，是中国傳統一種畜力的多管條播機，使開溝、播種、施肥、覆土、鎮壓等作業一次完成，大大提高功效。
根據東漢崔寔《政論》記載，耬車由三隻耬腳組成，下有三個開溝器。播種時，用一頭牛拉著耬車，可一次性開出三條溝來，在平整好的土地上開溝播種，同時進行覆蓋和鎮壓，行距、株距始終如一，還能經過改進用來施肥，稱為下糞耬種。
下糞耬種，是在原來播種用的耬車上加上鬥，鬥中裝有篩過的細糞，或拌過的蠶沙，播種時隨種而下，將糞覆蓋在種子上，取到施肥的作用。
元代時出現的耬鋤，同耬車非常相似，只是前者沒有耬鬥，取而代之的是耰鋤。使用時用一驢挽之，效率非常高。鋤頭的入土深度達2至3寸，超過手鋤的3倍，而且速度快，每天所鋤的地達20畝之多。